# Szara maść (album)
Szara maść – czwarty długogrający album studyjny zespołu Lombard, wydany w czerwcu 1984 roku, nakładem wydawnictwa Savitor.
Wyjątkowy w dyskografii zespołu, gdzie teksty i muzyka stanowią starannie przemyślaną całość i jedność, tzw. concept-album. Na płycie analogowej między utworami nie ma przerw – albo zachodzą na siebie, albo łączą je specjalnie wybrane efekty. Przez krytyków i fanów uznany za jedną z najlepszych płyt 1984 roku w Polsce i doczekała się wersji anglojęzycznej (Hope and Penicillin). Szara maść znalazła się na 41. miejscu wśród 50 concept albumów wszech czasów według miesięcznika „Teraz Rock”.
Nagrania dokonano w Studio Polskiego Radia „Giełda” w Poznaniu. Realizacja: Ryszard Gloger i Andrzej Bąk. Foto i projekt graficzny: Jacek Gulczyński.
W 1985 roku wydana została broszura pod redakcją Jerzego Bojanowicza pt. Lombard : teksty i nuty z płyty „Szara maść”.

## Brzmienie
Szara maść wyróżnia się na tle poprzednich płyt zespołu gęstym brzmieniem syntezatorów wspomaganych sekwenserami. Czasem dialogują one z gitarą („Darwiniści”), czasem z wokalem Ostrowskiej („Wąwóz Kolorado”) i Stróżniaka („Szara maść”). Płytę wieńczy utwór instrumentalny w klimacie Vangelisa („EKG”).

## Lista utworów

### LP
Strona A
1. „Stan gotowości” (muz. Grzegorz Stróżniak – sł. Jacek Skubikowski) – 4:55
2. „Plaża fok” (muz. Zbigniew Foryś – sł. Jacek Skubikowski) – 4:45
3. „Bezcieleśni – bezszelestni” (muz. Grzegorz Stróżniak – sł. Jacek Skubikowski) – 5:00
4. „Darwiniści” (muz. Piotr Zander – sł. Jacek Skubikowski) – 3:10

Strona B
1. „Wąwóz Kolorado” (muz. Grzegorz Stróżniak – sł. Jacek Skubikowski) – 6:25
2. „Czeski film” (muz. Grzegorz Stróżniak – sł. Jacek Skubikowski) – 4:00
3. „Szara maść” (muz. Grzegorz Stróżniak – sł. Jacek Skubikowski) – 4:40
4. „EKG” (muz. Grzegorz Stróżniak) – 4:50

### CD
CD Spin 1992
1. „Stan gotowości” (muz. Grzegorz Stróżniak – sł. Jacek Skubikowski) – 4:55
2. „Plaża fok” (muz. Zbigniew Foryś – sł. Jacek Skubikowski) – 4:45
3. „Bezcieleśni – bezszelestni” (muz. Grzegorz Stróżniak – sł. Jacek Skubikowski) – 5:00
4. „Darwiniści” (muz. Piotr Zander – sł. Jacek Skubikowski) – 3:10
5. „Wąwóz Kolorado” (muz. Grzegorz Stróżniak – sł. Jacek Skubikowski) – 6:25
6. „Czeski film” (muz. Grzegorz Stróżniak – sł. Jacek Skubikowski) – 4:00
7. „Szara maść” (muz. Grzegorz Stróżniak – sł. Jacek Skubikowski) – 4:40
8. „EKG” (muz. Grzegorz Stróżniak) – 4:50

bonusy
1. „Ocalić serca” (muz. Grzegorz Stróżniak – sł. Małgorzata Ostrowska) – 4:25
2. „Gino” (muz. Piotr Zander – sł. Małgorzata Ostrowska) – 3:32
3. „Odejść bez pożegnań” (muz. Grzegorz Stróżniak – sł. Małgorzata Ostrowska) – 3:44
4. „List nocą” (muz. Grzegorz Stróżniak – sł. Małgorzata Ostrowska) – 3:53
5. „To tylko moment” (muz. Henryk Baran – sł. Małgorzata Ostrowska) – 4:42

DG CD Koch International 2000
1. „Stan gotowości” (muz. Grzegorz Stróżniak – sł. Jacek Skubikowski) – 4:55
2. „Plaża fok” (muz. Zbigniew Foryś – sł. Jacek Skubikowski) – 4:45
3. „Bezcieleśni – bezszelestni” (muz. Grzegorz Stróżniak – sł. Jacek Skubikowski) – 5:00
4. „Darwiniści” (muz. Piotr Zander – sł. Jacek Skubikowski) – 3:10
5. „Wąwóz Kolorado” (muz. Grzegorz Stróżniak – sł. Jacek Skubikowski) – 6:25
6. „Czeski film” (muz. Grzegorz Stróżniak – sł. Jacek Skubikowski) – 4:00
7. „Szara maść” (muz. Grzegorz Stróżniak – sł. Jacek Skubikowski) – 4:40
8. „EKG” (muz. Grzegorz Stróżniak) – 4:50

bonusy
1. „Bye, bye Jimi” (muz. Grzegorz Stróżniak – sł. Marek Dutkiewicz) – 5:35
2. „Neonowa krowa” (muz. Grzegorz Stróżniak – sł. Wanda Chotomska) – 7:09

## Muzycy
- Małgorzata Ostrowska – śpiew
- Grzegorz Stróżniak – śpiew, instrumenty klawiszowe
- Zbigniew Foryś – instrumenty klawiszowe
- Piotr Zander – gitara
- Włodzimierz Kempf – perkusja

bonusy (wyd. Spin 1992)
- Henryk Baran – gitara basowa
- Wojciech Anioła – perkusja

bonusy (wyd. Koch International 2000)
- Zbigniew Foryś – gitara basowa (utwór „Bye, bye Jimi”)
- Przemysław Pahl – perkusja (utwór „Bye, bye Jimi”)
- Henryk Baran – gitara basowa (utwór „Neonowa krowa”)
- Wojciech Anioła – perkusja (utwór „Neonowa krowa”)

## Wydania
- Savitor – LP 1984 (SVT 012)
- Spin – CD 1992 (9202-2)
- Koch International – DG CD 2000 (52007-2)